# Flanell

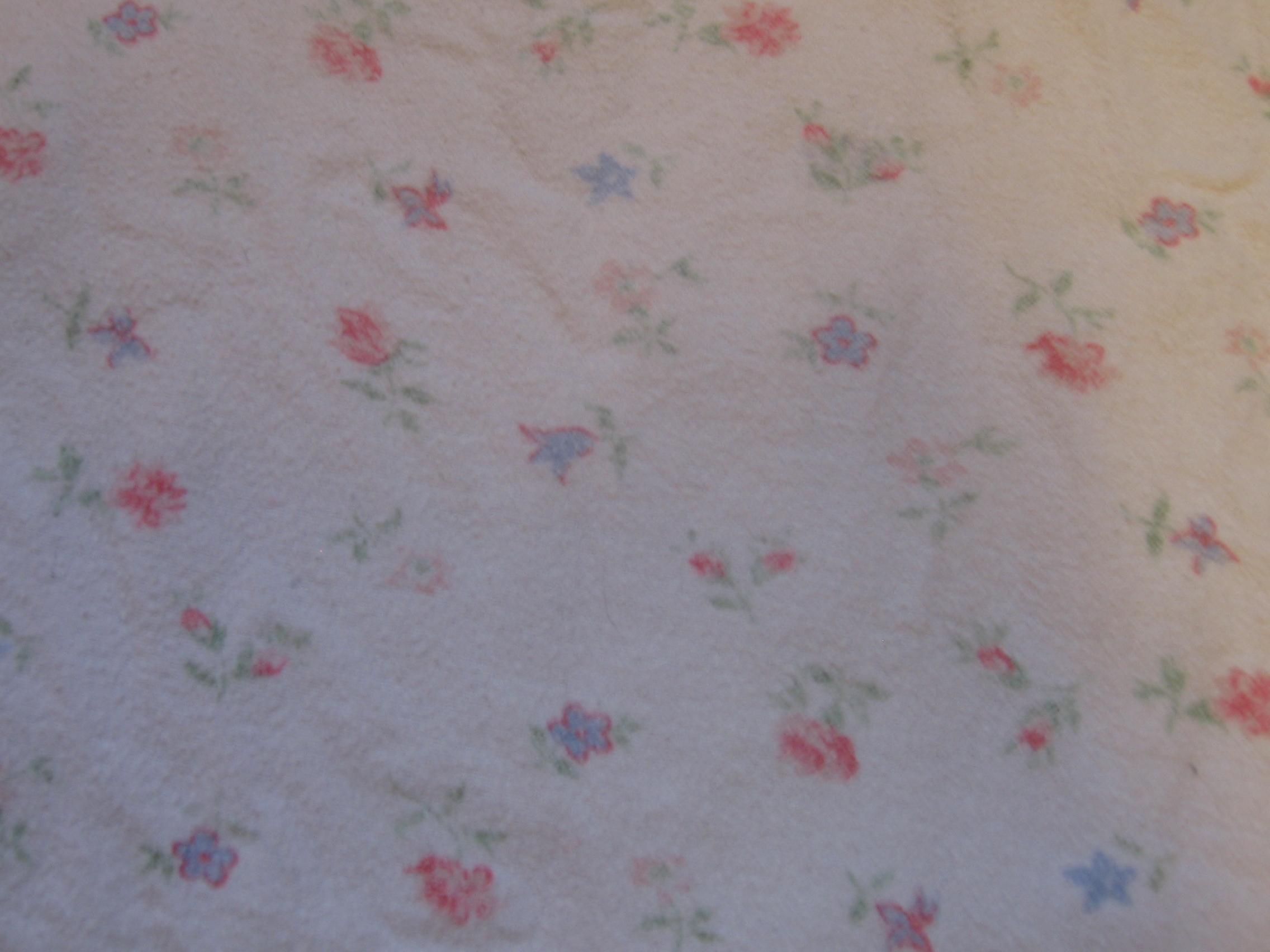
Ett stycke blommigt flanelltyg.

Flanell (fr. flanelle, från ett keltiskt ord för ull), lätt ruggat, vävt tyg med mjuk men oöm yta, oftast tillverkad av bomull eller ull.
Flanell tillverkades ursprungligen i ull, men kan vara i olika material. Väven är vanligen en 3- eller 4-skaftad kypertväv. Materialet används till kläder såsom flanellskjortor.
Flanell används till, och har givit namn åt, flanellografen.